# Kajak-kenu az 1972. évi nyári olimpiai játékokon
Az 1972. évi nyári olimpiai játékokon a kajak-kenuban négy új szlalomszámmal bővült a műsor, így tizenegy versenyszámban osztottak érmeket.

## Éremtáblázat
(Magyarország és a rendező ország csapata eltérő háttérszínnel, az egyes számoszlopok legmagasabb értéke, vagy értékei vastagítással kiemelve.)
| Az 1972. évi nyári olimpiai játékok éremtáblázata kajak-kenuban | Az 1972. évi nyári olimpiai játékok éremtáblázata kajak-kenuban | Az 1972. évi nyári olimpiai játékok éremtáblázata kajak-kenuban | Az 1972. évi nyári olimpiai játékok éremtáblázata kajak-kenuban | Az 1972. évi nyári olimpiai játékok éremtáblázata kajak-kenuban | Olimpia  |
| --------------------------------------------------------------- | --------------------------------------------------------------- | --------------------------------------------------------------- | --------------------------------------------------------------- | --------------------------------------------------------------- | -------- |
|                                                                 | Ország                                                          | Arany                                                           | Ezüst                                                           | Bronz                                                           | Összesen |
| 1.                                                              | Szovjetunió (URS)                                               | 6                                                               | 0                                                               | 0                                                               | 6        |
| 2                                                               | NDK (GDR)                                                       | 4                                                               | 1                                                               | 1                                                               | 6        |
| 3.                                                              | Románia (ROU)                                                   | 1                                                               | 2                                                               | 1                                                               | 4        |
| 4.                                                              | NSZK (FRG)                                                      | 0                                                               | 3                                                               | 2                                                               | 5        |
| 5.                                                              | Magyarország (HUN)                                              | 0                                                               | 2                                                               | 2                                                               | 4        |
| 6.                                                              | Ausztria (AUT)                                                  | 0                                                               | 1                                                               | 0                                                               | 1        |
| 6.                                                              | Hollandia (NED)                                                 | 0                                                               | 1                                                               | 0                                                               | 1        |
| 6.                                                              | Svédország (SWE)                                                | 0                                                               | 1                                                               | 0                                                               | 1        |
| 9.                                                              | Bulgária (BUL)                                                  | 0                                                               | 0                                                               | 1                                                               | 1        |
| 9.                                                              | Egyesült Államok (USA)                                          | 0                                                               | 0                                                               | 1                                                               | 1        |
| 9.                                                              | Franciaország (FRA)                                             | 0                                                               | 0                                                               | 1                                                               | 1        |
| 9.                                                              | Lengyelország (POL)                                             | 0                                                               | 0                                                               | 1                                                               | 1        |
| 9.                                                              | Norvégia (NOR)                                                  | 0                                                               | 0                                                               | 1                                                               | 1        |
|                                                                 |                                                                 |                                                                 |                                                                 |                                                                 |          |
| Összesen                                                        | Összesen                                                        | 11                                                              | 11                                                              | 11                                                              | 33       |

## Érmesek

### Nők
| Az 1972. évi nyári olimpiai játékok érmesei női kajak-kenuban |                                                                          |                                             |                                                    |
| Versenyszám                                                   | Arany                                                                    | Ezüst                                       | Bronz                                              |
| Kajak egyes 500 m.                                            | Julija Rjabcsinszkaja · Szovjetunió (URS)                                | Mieke Jaapies · Hollandia (NED)             | Pfeffer Anna · Magyarország (HUN)                  |
| Kajak kettes 500 m.                                           | Szovjetunió (URS) · Ljudmila Hvedoszjuk-Pinajeva · Jekatyerina Nagirnaja | NDK (GDR) · Petra Grabowski · Ilse Kaschube | Románia (ROU) · Viorica Dumitru · Maria Nichiforov |

### Vadvízi (szlalom) számok
| Az 1972. évi nyári olimpiai játékok érmesei szlalom kajak-kenuban |                                                |                                                   |                                                          |
| Versenyszám                                                       | Arany                                          | Ezüst                                             | Bronz                                                    |
| Férfi kajak egyes                                                 | Siegbert Horn · NDK (GDR)                      | Norbert Sattler · Ausztria (AUT)                  | Harald Gimpel · NDK (GDR)                                |
| Férfi kenu egyes                                                  | Reinhard Eiben · NDK (GDR)                     | Reinhold Kauder · NSZK (FRG)                      | James McEwan · Egyesült Államok (USA)                    |
| Férfi kenu kettes                                                 | NDK (GDR) · Walter Hofmann · Rolf-Dieter Amend | NSZK (FRG) · Hans-Otto Schumacher · Wilhelm Baues | Franciaország (FRA) · Jean-Louis Olry · Jean-Claude Olry |
| Női kajak egyes                                                   | Angelika Bahmann · NDK (GDR)                   | Gisela Grothaus · NSZK (FRG)                      | Magdalena Wunderlich · NSZK (FRG)                        |